# (1037) Davidweilla
(1037) Davidweilla es un asteroide que forma parte del cinturón de asteroides y fue descubierto por Benjamin Jekhowsky el 29 de octubre de 1924 desde el observatorio de Argel-Bouzaréah, Argelia.

## Designación y nombre
Davidweilla recibió al principio la designación de 1924 TF.
Posteriormente, se nombró en honor de David Weill, quien fuera miembro de la Academia de las Ciencias de París.

## Características orbitales
Davidweilla orbita a una distancia media de 2,254 ua del Sol, pudiendo acercarse hasta 1,822 ua. Tiene una inclinación orbital de 5,901° y una excentricidad de 0,1916. Emplea en completar una órbita alrededor del Sol 1236 días.
Davidweilla forma parte de la familia asteroidal de Flora.